# 디라키움 공방전

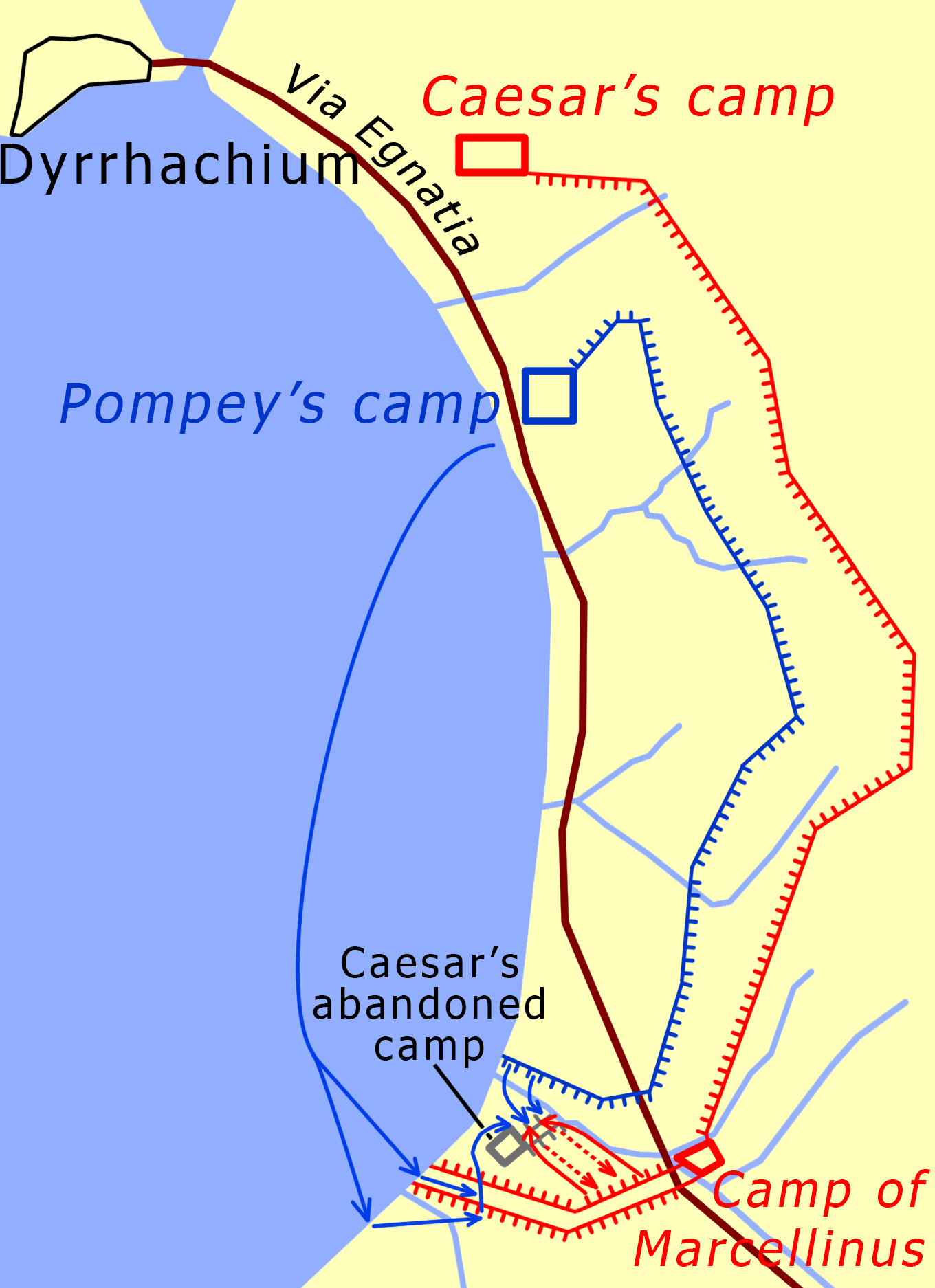

디라키움 공방전은 기원전 48년 4월에서 7월까지 디라키움(지금의 알바니아 두러스)에서 벌어진 율리우스 카이사르의 군대와 폼페이우스군대 사이에 벌어진 3개월에 걸친 전투를 말한다. 카이사르의 내전중에 벌어진 일련의 전투 중의 하나이다.

## 전투전의 상황
카이사르가 루비콘강을 건넌 이후 발발한 내전에서 카이사르는 히스파니아에서 폼페이우스파를 분쇄하는 데 성공하였으나 부관 쿠리오가 북아프리카에서 패하고 아드리아해의 제해권을 장악하는 데 실패하였다. 카이사르는 히스파니아에서 돌아온 직후 기원전 48년 1월 직접 폼페이우스를 상대하기 위해 아드리아해를 넘어 진격하여 아폴로니아와 오리쿰을 장악했다.
한편 군량과 병력에서 우세한 폼페이우스는 보급기지인 디라키움(현재의 알바니아 두레스)에서 진영을 펴고 장기전으로 들어갈 준비를 하였고 카이사르는 제2진인 안토니우스의 병력이 합류하는 것을 기다리고 있었다.

## 전투의 전개
양군은 디라키움의 강을 사이에 두고 진영을 구축하고 전선을 교착되어 있었다. 안토니우스의 카이사르 제2진은 제해권을 장악한 폼페이우스의 해군을 피해 3월 27일 디라키움 북쪽에 상륙했다. 폼페이우스는 카이사르의 본진과 2진이 합류하는 것을 막으려했으나 실패하자 다시 진영으로 돌아가 방비를 갖추었고 카이사르도 이에 맞서 포위진지를 구축했다.
폼페이우스는 모든 것이 우세하였기 때문에 직접적으로 전투를 벌이지 않고 카이사르의 군대를 고사하는 작전으로 나왔다. 4월부터 6월말까지 카이사르는 디라키움을 포위하고 싸움을 걸었으나 폼페이우스는 응하지 않고 소모전을 폈으나 이 과정에서 발레리우스 플라쿠스와 같은 몇몇 고관과 백인대장이 전사했다.
7월 6일 카이사르의 포위망의 헛점을 간파한 폼페이우스는 대규모 공세를 폈다. 남쪽 포위망에 집중공격을 가하는 것을 시작으로 폼페이우스군은 공세로 전환하였고 허를 찔린 카이사르군은 후퇴했다.
그러나 폼페이우스는 카이사르의 군대가 너무도 쉽게 후퇴하는 것을 의심해 추격을 벌이지 않았고 그 결과 카이사르 군단은 괴멸은 피하면서 퇴각할 수 있었다. 카이사르의 충실한 부관이었다가 루비콘강이후 폼페이우스파로 돌아선 티투스 라비에누스는 사로잡힌 카이사르군 포로들을 무자비하게 죽였다.

## 전투의 결과
카이사르군의 손실은 보병 1000명, 기병이 200명정도였다. 카이사르는 테살리아까지 퇴각했다. 그의 패배는 그의 포위전술이 실패한 것임에도 카이사르는 퇴각하여 그 책임을 자신이 아닌 군단병에게 지게했고 군단병들은 자책하며 다음 전투를 대비할 수 있었다. 그 결과 바로 이어서 벌어진 파르살루스 전투에서 카이사르는 승리하게 된다.

## 같이 보기
- 율리우스 카이사르